# Oświata we Włoszech
Oświata we Włoszech – system oświatowy we Włoszech jest centralnie zarządzany przez Ministerstwo Oświaty. Oprócz szkół publicznych, finansowanych przez państwo, młodzież może uczęszczać do szkół prywatnych. Istnieje tam dobrze rozwinięta sieć szkolnictwa prywatnego. Przedszkola finansowane są przez władze lokalne. Językiem urzędowym jest język włoski.

## System szkolnictwa
Przedszkole (scuola dell’infanzia) – nieobowiązkowe, uczęszczają do niego dzieci w wieku od 3 do 5 lat.
Szkoła podstawowa (scuola primaria, daw. scuola elementare) – jednolita, trwa pięć lat i kończyła się do 2004 r. egzaminem, jednakże jego wynik nie był brany pod uwagę przy przejściu na następny szczebel szkolny.
Szkoła średnia (scuola media) – podzielona na dwa cykle:
- szkoła średnia pierwszego stopnia (scuola secondaria di primo grado, daw. scuola media inferiore) – trzyletnia, zakończona egzaminem dającym wstęp do szkoły średniej drugiego stopnia;
- szkoła średnia drugiego stopnia (scuola secondaria di secondo grado, pot. scuola superiore, daw. scuola media superiore) – daje możliwość wyboru następujących szkół:
  - liceum klasyczne (liceo classico) – pięcioletnie, zakończone maturą;
  - liceum matematyczno-przyrodnicze (liceo scientifico) – pięcioletnie, zakończone maturą;
  - szkoła techniczna (istituto tecnico) – pięcioletnie, zakończone maturą;
  - szkoła zawodowa (istituto professionale e scuola tecnica) – dwu-pięcioletnie;
  - liceum artystyczne (liceo artistico) – cztero-pięcioletnie.

Matura (maturità) daje wstęp na studia wyższe. Po szkołach czteroletnich absolwent musi ukończyć roczny kurs przygotowawczy, aby rozpocząć studia.
Obowiązek szkolny trwa od 6. do 16. roku życia, obejmuje szkołę podstawową, średnią pierwszego stopnia i rok nauki w szkole średniej drugiego stopnia.
Szkolnictwo wyższe (istruzione superiore) – podzielone na dwa typy:
- uniwersytecki – do którego oprócz uniwersytetów (scuola superiore universitaria) należą instytuty politechniczne, uniwersytety prywatne, uniwersytety dla obcokrajowców;
- nieuniwersytecki – do którego należą krótkie studia pomaturalne, studia techniczne, studia artystyczne i muzyczne, szkoły wojskowe i policyjne.

Studia uniwersyteckie podzielone są na trzy poziomy umożliwiające zdobycie:
- stopnia akademickiego (laurea) – trzyletni cykl kształcenia;
- stopnia specjalizacji (laurea specialistica) – dwuletni cykl kształcenia;
- doktoratu (dottorato di ricerca) – trzy-czteroletni cykl kształcenia.

## Szkoły wyższe
(według regionów)
- Lacjum (Lazio)
  - Rzym:
    - Uniwersytet La Sapienza w Rzymie (wł. La Sapienza – Università di Roma)
    - Università degli Studi di Roma 3
    - Università degli Studi „Tor Vergata”
    - Libera Università Internazionale degli Studi Sociali
    - Pontificia Università Gregoriana
    - Pontificio Ateneo della Santa Croce

  - Cassino: Università degli Studi di Cassino
  - Viterbo: Università degli Studi della Tuscia
- Abruzja (Abruzzi)
  - L’Aquila: Università degli Studi dell’Aquila
  - Chieti-Pescara: Università degli Studi „F. d’Annunzio”
- Apulia (Puglia)
  - Bari: Università degli Studi di Bari
  - Lecce: Università degli Studi di Lecce
- Basilicata
  - Università degli Studi della Basilicata
- Emilia-Romania (Emilia-Romagna)
  - Bolonia: Uniwersytet Boloński (Università degli Studi di Bologna)
  - Parma: Università degli Studi di Parma
  - Modena: Università degli Studi di Modena
  - Ferrara: Università degli Studi di Ferrara
- Friuli-Wenecja Julijska (Friuli-Venezia Giulia)
  - Triest: Università degli Studi di Trieste
  - Udine: Università degli Studi di Udine
- Kalabria (Calabria)
  - Reggio di Calabria: Università degli Studi Mediterranea di Reggio Calabria
  - Cosenza: Università degli Studi della Calabria
  - Catanzaro: Università degli Studi di Catanzaro
- Kampania (Campagna)
  - Neapol
    - Università degli Studi „Federico II” di Napoli
    - Università degli Studi di Napoli „Parthenope”
    - Istituto Universitario Orientale

  - Salerno: Università degli Studi di Salerno
  - Benewent: Università degli Studi del Sannio
- Liguria
  - Genua: Università degli Studi di Genova
- Lombardia
  - Mediolan
    - Università commerciale Luigi Bocconi
    - Università Cattolica del Sacro Cuore
    - Università degli Studi di Milano
    - Università degli Studi di Milano-Bicocca

  - Pawia: Uniwersytet w Pawii (Università degli Studi di Pavia)
  - Brescia
    - Università degli Studi di Brescia
    - Università Cattolica del Sacro Cuore

  - Bergamo: Università degli Studi di Bergamo
- Marche
  - Camerino: Università degli Studi di Camerino
  - Macerata: Università degli Studi di Macerata
  - Urbino: Università degli Studi di Urbino
- Molise
  - Campobasso: Università degli Studi del Molise
  - Teramo: Università degli Studi di Teramo
- Piemont (Piemonte)
  - Università del Piemonte Orientale
  - Turyn: Università degli Studi di Torino
- Sardynia (Sardegna)
  - Cagliari: Università degli Studi di Cagliari
  - Sassari: Università degli Studi di Sassari
- Sycylia (Sicilia)
  - Katania: Università degli Studi di Catania
  - Mesyna: Università degli Studi di Messina
  - Palermo: Università degli Studi di Palermo
- Toskania (Toscana)
  - Florencja: Università degli Studi di Firenze
  - Piza: Università degli Studi di Pisa
  - Siena: Università degli Studi di Siena
- Trydent-Górna Adyga (Trentino-Alto Adige)
  - Bolzano: Libera Universita’ di Bolzano
  - Trydent: Università degli Studi di Trento
- Umbria
  - Perugia: Università degli Studi di Perugia
- Wenecja Euganejska (Veneto)
  - Padwa: Uniwersytet w Padwie (Università degli Studi di Padova)
  - Wenecja: Università degli Studi di Venezia „Ca’ Foscari”
  - Werona: Università degli Studi di Verona